# Noble County, Oklahoma
Noble County är ett administrativt område i delstaten Oklahoma, USA, med 11 561 invånare. Den administrativa huvudorten (county seat) är Perry. 

## Geografi
Enligt United States Census Bureau så har countyt en total area på 1 923 km². 1 896 km² av den arean är land och 27 km² är vatten.

### Angränsande countyn
- Kay County - nord
- Osage County - nordost
- Pawnee County - öst
- Payne County - syd
- Logan County - sydväst
- Garfield County - väst